# Denis Alt

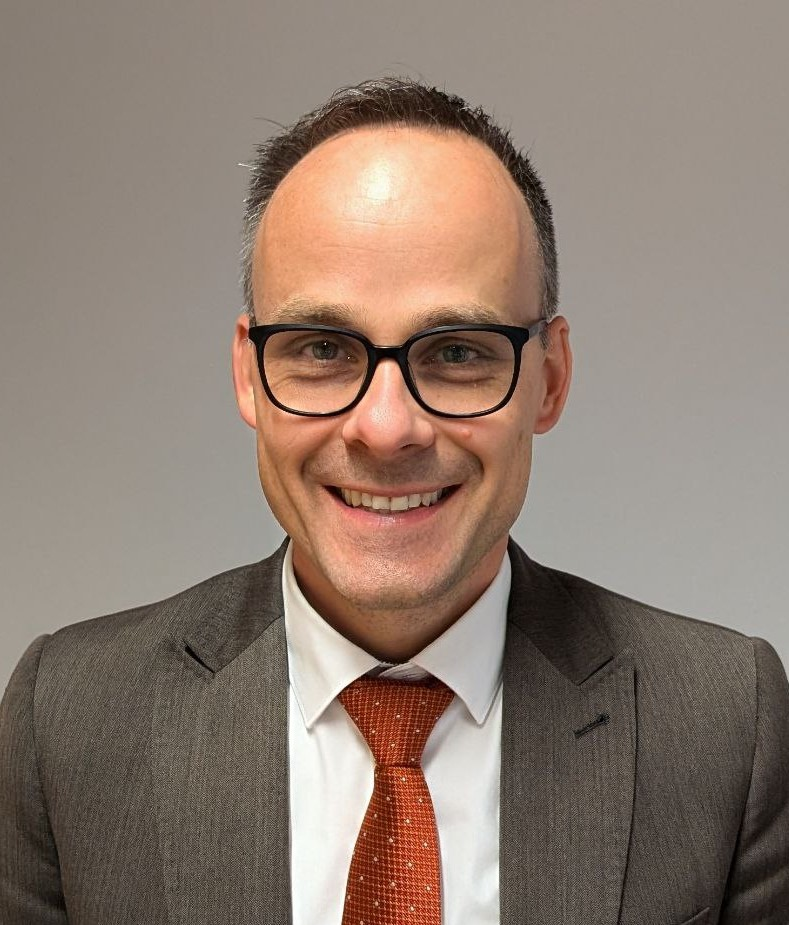
Denis Alt, 2024

Denis Alt (* 21. Oktober 1980 in Kirn) ist ein deutscher Politiker (SPD). Er ist seit 2024 Staatssekretär im Ministerium für Arbeit, Soziales, Transformation und Digitalisierung Rheinland-Pfalz. Zuvor war er von 2019 bis 2024 Staatssekretär im Wissenschaftsministerium Rheinland-Pfalz und von 2014 bis 2019 Mitglied des Landtags Rheinland-Pfalz.

## Leben und Arbeit
Denis Alt absolvierte sein Abitur am Emanuel-Felke-Gymnasium in Bad Sobernheim und studierte anschließend an der Johannes Gutenberg-Universität Mainz mit dem Abschluss Diplom-Volkswirt (2005). Im Jahr 2012 wurde Denis Alt mit einer volkswirtschaftlichen Arbeit zu Föderalismus und Dezentralität zum Dr. rer. pol. promoviert. Von 2005 bis 2014 war er in verschiedenen Funktionen für die rheinland-pfälzische Landesregierung tätig, darunter in den Jahren 2009 bis 2011 als Persönlicher Referent und Grundsatzreferent beim damaligen Wirtschaftsstaatssekretär und heutigen Ministerpräsidenten des Landes Rheinland-Pfalz, Alexander Schweitzer. Von 2011 bis 2014 war Denis Alt im Finanzministerium tätig, zuletzt als Regierungsdirektor. Er ist verheiratet, hat zwei Kinder und lebt in Bad Sobernheim.

## Politische Tätigkeiten
Denis Alt ist seit 1998 Mitglied der SPD und war von 2003 bis 2004 stellvertretender Vorsitzender der Jusos Rheinland-Pfalz. Er ist Mitglied des Verbandsgemeinderates Bad Sobernheim. Seit 2009 ist er dort auch Fraktionsvorsitzender der SPD. Außerdem ist er stv. Kreisvorsitzender der SPD im Landkreis Bad Kreuznach und Mitglied des Kreistages. Er war bei der Landtagswahl 2011 Ersatzkandidat von Peter Wilhelm Dröscher und wurde nach dessen Mandatsniederlegung am 1. Juli 2014 Abgeordneter des Landtags Rheinland-Pfalz. Bei der Landtagswahl 2016 konnte er das Direktmandat im Wahlkreis Kirn/Bad Sobernheim verteidigen. Er war wirtschaftspolitischer Sprecher und Vorsitzender des Arbeitskreises Wirtschaft und Verkehr der SPD-Landtagsfraktion sowie Mitglied des Haushalts- und Finanzausschusses.
Am 1. März 2019 wurde Denis Alt in das Amt des Staatssekretärs im Ministerium für Wissenschaft, Weiterbildung und Kultur RLP ernannt. Im Zuge dessen legte er auch sein Landtagsmandat nieder. Für ihn rückte Markus Stein nach.
Bei der Landtagswahl im März 2021 konnte er erneut das Direktmandat im Wahlkreis Kirn/Bad Sobernheim erringen. Er legte im Zuge seiner Ernennung zum Staatssekretär im Mai 2021 erneut das Mandat nieder; erneut rückte Markus Stein nach.
Am 18. Mai 2021 wurde Alt zum Staatssekretär im Ministerium für Wissenschaft und Gesundheit des Landes Rheinland-Pfalz ernannt. Am 10. Juli 2024 wurde er mit Amtsantritt des Kabinetts Schweitzer als Nachfolger von Fedor Ruhose zum Staatssekretär im Ministerium für Arbeit, Soziales, Transformation und Digitalisierung Rheinland-Pfalz ernannt. Im Amt des Staatssekretärs im Wissenschaftsministerium folgte ihm Nicole Steingaß nach.
Denis Alt ist seit September 2024 Beauftragter der Landesregierung Rheinland-Pfalz für Informationstechnik und Digitalisierung (Chief Information Officer (CIO) und Chief Digital Officer (CDO)).

## Sonstige Tätigkeiten
Er ist zudem Vorsitzender des Forums politische Bildung Nahe-Hunsrück e. V. und aktives Mitglied in zahlreichen örtlichen und regionalen Vereinen. Seit 2016 ist er Mitglied der Kreissynode im Evangelischen Kirchenkreis An Nahe und Glan.

## Publikationen
- Faire Steuerbasis für künftige Herausforderungen notwendig – eine Erwiderung. In: Wirtschaftsdienst 8/2014, S. 579–582. (zusammen mit Gisela Färber und Carsten Kühl)
- Neuordnung der Besteuerungskompetenzen bei der Einkommensteuer – Entlastung des vertikalen und des horizontalen Finanzausgleichs. In: Wirtschaftsdienst. 4/2014, S. 267–274. (zusammen mit Gisela Färber und Carsten Kühl)
- Dezentralität, Föderalismus und Wachstum: Eine international vergleichende Analyse. Verlag Peter Lang, Frankfurt am Main, 2013.
- Die Reform der Erbschaftsteuer – eine erste Bewertung. In: Wirtschaftsdienst. 11/2007, S. 728–731. (zusammen mit Salvatore Barbaro)
- Zur Notwendigkeit von Zuwanderung aus wirtschafts- und sozialpolitischer Sicht. In: Kreisjugendwerk der AWO Birkenfeld (Hrsg.): Einwanderung und Integration. Info-Hefte, Januar 2002.